# Demòcrates d'Esquerra
El Partit Democràtic de l'Esquerra (en italià Partito Democratico della Sinistra, PDS) fou el nom que va agafar el Partit Comunista d'Itàlia a la caiguda del comunisme a l'Europa Oriental, després que el 66% de delegats aprovés el 1991 d'abandonar el marxisme i incorporar-se a la Internacional Socialista. Vers l'any 2000 va canviar el nom a "Demòcrates d'Esquerra" (Democratici di Sinistra, DS). A cada canvi el partit s'ha anat desplaçant cap a posicions més moderades. La seva organització juvenil és la "Sinistra Giovanile".
Els Demòcrates d'Esquerres fou un partit polític socialdemòcrata des de 1998 fins al 2007. Aquest fou membre del Partit Socialista Europeu. Els Democratici di Sinistra foren fundats el 1998, quan desaparegué el Partit Democràtic de l'Esquerra, successor del Partit Comunista Italià, i abandonant l'eurocomunisme per passar-se a la socialdemocràcia. Entre 1998 i 2007 fou membre de la coalició política italiana que agrupava el centreesquerra, L'Olivera, guanyador de les eleccions generals de 2006. El 14 d'octubre de 2007, com L'Olivera i la resta de partits polítics italians de centreesquerra s'integraren al Partit Democràtic, per a concórrer a les eleccions generals de 2008.

## Secretaris del Partit
- Massimo D'Alema (1998)
- Walter Veltroni (1998-2001)
- Piero Fassino (2001-2007)

## Suport popular
|                | 1994 general | 1995 regional | 1996 general | 1999 Europees | 2000 regional | 2001 general | 2004 Europees | 2005 regional | 2006 general |
| Piemont        | 16.7         | 21.7          | 16.9         | 13.7          | 17.7          | 15.9         | amb L'Olivera | 20.1          | 16.9         |
| Llombardia     | 13.0         | 16.5          | 15.1         | 12.9          | amb L'Olivera | 11.7         | amb L'Olivera | amb L'Olivera | 12.4         |
| Vènet          | 12.2         | 16.5          | 11.8         | 11.1          | 12.3          | 10.7         | amb L'Olivera | amb L'Olivera | 11.5         |
| Emilia-Romagna | 36.6         | 43.0          | 35.7         | 32.8          | 36.2          | 28.8         | amb L'Olivera | amb L'Olivera | 30.6         |
| Toscana        | 33.7         | 40.9          | 34.8         | 31.9          | 36.4          | 30.9         | amb L'Olivera | amb L'Olivera | 29.8         |
| Laci           | 23.3         | 27.2          | 23.5         | 18.4          | 20.0          | 17.3         | amb L'Olivera | amb L'Olivera | 19.2         |
| Campània       | 19.7         | 19.5          | 20.0         | 13.8          | 14.2          | 14.3         | amb L'Olivera | 15.3          | 14.1         |
| Pul·la         | 19.9         | 22.1          | 22.1         | 14.1          | 15.7          | 12.9         | amb L'Olivera | 16.6          | 15.6         |
| Calàbria       | 22.2         | 22.2          | 21.0         | 16.4          | 14.3          | 17.9         | amb L'Olivera | 15.4          | 14.4         |
| Sicília        | 16.5         | 14.1 (1996)   | 16.6         | 12.0          | 10.1 (2001)   | 10.3         | amb L'Olivera | 14.0 (2006)   | 11.4         |
| ITÀLIA         | 20.4         | -             | 21.1         | 17.3          | -             | 16.6         | -             | -             | 17.2         |

## Resultats electorals

### Parlament italià
| Cambra dels Diputats |                    |                  |                              |     |                 |
| Any electoral        | # de vots totals   | % de vots totals | # d' escons totals obtinguts | +/– | Líder           |
| 2001                 | 6,151,154 (#2)     | 16.6             | 137 / 630                    | –   | Walter Veltroni |
| 2006                 | amb L'Olivera (#1) | –                | 123 / 630                    | 14  | Piero Fassino   |

| Senat d'Itàlia |                    |                  |                              |     |                 |
| Any electoral  | # de vots totals   | % de vots totals | # d' escons totals obtinguts | +/– | Líder           |
| 2001           | amb L'Olivera (#2) | –                | 64 / 315                     | –   | Walter Veltroni |
| 2006           | 5,977,347 (#2)     | 17.5             | 62 / 315                     | 2   | Piero Fassino   |

### Parlament Europeu
| Parlament Europeu |                     |                     |                      |     |                 |
| Any elecció       | # del total de vots | % del total de vots | # del total d'escons | +/– | Líder           |
| 1999              | 5,387,729 (#2)      | 17.3                | 15 / 87              | –   | Walter Veltroni |
| 2004              | amb L'Olivera (#1)  | –                   | 12 / 78              | 3   | Piero Fassino   |